# Greg Nemisz
Gregory Nemisz (* 5. Juni 1990 in Courtice, Ontario) ist ein ehemaliger kanadischer Eishockeyspieler und -trainer, der im Verlauf seiner aktiven Karriere zwischen 2006 und 2015 unter anderem 15 Spiele für die Calgary Flames in der National Hockey League (NHL) bestritten hat, aber hauptsächlich in der American Hockey League (AHL) zum Einsatz kam.

## Karriere
Nemisz wurde im Sommer 2006 bei der OHL Priority Selection an siebter Stelle von den Windsor Spitfires ausgewählt und spielte in den folgenden vier Jahren für die Spitfires in der Ontario Hockey League (OHL). Während dieser Zeit gewann er mit seinem Team je zweimal den J. Ross Robertson Cup und den Memorial Cup. Nemisz wurde 2009 ins Second All-Star-Team und 2010 ins Third All-Star-Team der OHL gewählt. Im Jahr 2008 nahm er am CHL Top Prospects Game teil, ehe er beim NHL Entry Draft 2008 an 25. Stelle von den Calgary Flames ausgewählt wurde, nahm er 2008 teil.
Im Juli 2009 unterschrieb er einen Vertrag bei den Flames und absolvierte in der Saison 2010/11 68 Spiele für die Abbotsford Heat, dem Farmteam der Flames, in der American Hockey League (AHL). Im März 2011 gab er sein Debüt in der National Hockey League (NHL). Trotz zahlreicher Verletzungsprobleme verlängerten die Flames den Vertrag im Sommer 2013 um ein Jahr. Dennoch wurde er kurz vor dem Jahresende 2013 im Tausch für Kevin Westgarth zum Ligakonkurrenten Carolina Hurricanes transferiert. Dort wurde er im Farmteam Charlotte Checkers eingesetzt, ehe ihn fortlaufende Verletzungen zur Beendigung seiner Karriere im Sommer 2015 zwangen.
Im Alter von 25 Jahren schloss sich Nemisz den Oshawa Generals aus der OHL als Assistenztrainer an, nachdem er bereits während seiner Verletzungspause für das Team gearbeitet hatte. Im Sommer 2020 endete das Engagement nach fünf Jahren.

### International
Für Kanada nahm Nemisz an der U18-Junioren-Weltmeisterschaft 2008 teil, wo er mit seinem Team die Goldmedaille gewann. Außerdem war er Teil der kanadischen Auswahl, die bei der U20-Junioren-Weltmeisterschaft 2010 die Silbermedaille errang.

## Erfolge und Auszeichnungen
| - 2008 Teilnahme am CHL Top Prospects Game - 2009 J.-Ross-Robertson-Cup-Gewinn mit den Windsor Spitfires - 2009 OHL Second All-Star Team - 2009 Memorial-Cup-Gewinn mit den Windsor Spitfires | - 2010 J.-Ross-Robertson-Cup-Gewinn mit den Windsor Spitfires - 2010 OHL Third All-Star Team - 2010 Memorial-Cup-Gewinn mit den Windsor Spitfires |

### International
- 2008 Goldmedaille bei der U18-Junioren-Weltmeisterschaft
- 2010 Silbermedaille bei der U20-Junioren-Weltmeisterschaft

## Karrierestatistik

### International
Vertrat Kanada bei:
- U18-Junioren-Weltmeisterschaft 2008
- U20-Junioren-Weltmeisterschaft 2010

(Legende zur Spielerstatistik: Sp oder GP = absolvierte Spiele; T oder G = erzielte Tore; V oder A = erzielte Assists; Pkt oder Pts = erzielte Scorerpunkte; SM oder PIM = erhaltene Strafminuten; +/− = Plus/Minus-Bilanz; PP = erzielte Überzahltore; SH = erzielte Unterzahltore; GW = erzielte Siegtore; 1 Play-downs/Relegation; Kursiv: Statistik nicht vollständig)